# Юниорская хоккейная лига Альберты
Юниорская хоккейная лига Альберты (ЮХЛА) — хоккейная лига для юниоров провинции Альберта. Лига относится к Канадской юниорской хоккейной лиге. Она была создана в 1964 году, в то время в лиге участвовало всего пять клубов. Сейчас в лиге выступают 16 команд.
Победитель регулярного сезона получает «Дэйв Дачек Трофи», а выигравший плей-офф ЮХЛА получает «Гес Драйв Кап». Чемпион ЮХЛА, то есть победитель плей-офф ЮХЛА, участвует в круговом турнире Кубка Западной Канады.

## История
В начале 1960-х была совсем другая хоккейная лига среди юниоров в Альберте, чем то, что в настоящее время существует. В «Эдмонтон Ойл Кингз» были самые талантливые юниоры провинции Альберта. Нефтяные короли выиграли Кубок Западной Канады с 1962 по 1966, Кубок Эбботт — в 1954 и с 1960 по 1966, Мемориальный кубок — в 1963 и 1966. В 1966 году нефтяные короли помогли создать Западную хоккейную лигу. Проблемой в 1964 году было то, что там были сотни юниорских игроков в провинции, но была только одна команда, чтобы играть. Группа бизнесменов и хоккейных людей собрались в 1964 году и решили создать Юниорскую хоккейную лигу в попытке по-настоящему развить хоккей в Альберте. Состав лиги состоял из «Эдмонтон Сейфвей Канадиенс», «Эдмонтон Мэйпл Лифс», «Летбрайдж Шуга Кингз», «Калгари Ковбойз» и «Калгари Баффелойс».
«Эдмонтон Сейфвей Канадиенс» и «Мэйпл Лифс» объединилась в 1971 году в один клуб — «Эдмонтон Мец», затем этот клуб переехал в Спрус-Гров и в 1974 году поменял своё название на Спрус-Гров Мец. Они выступали в лиге всего три сезона, однако, они выиграли титул чемпиона ЮХЛА дважды и «Манитоба Центеннайл Трофи» в 1975 году. В 1976 году они переехали и вновь изменили название клуба на Сент-Альберт Сеинтс, также они выиграли еще три чемпионских титула. В 2004 году команда вернулась в Спрус-Гров, поменяв название на Спрус-Гров Сеинтс. Эта переходившая из одного места в другое франшиза выпустила более 30 игроков, которые играли в НХЛ, среди них и Марк Мессье, который входит в Зал хоккейной славы.
Один из самых известных франшиз ЮХЛА — «Ред Дир Раслерс» — присоединились к лиге в 1967 году, выиграв первенство в своем первом же сезоне. «Ред Дир Раслерс» пытались присоединиться к Западной Канадской хоккейной лиги среди юниоров, но эта попытка была заблокирована ассоциацией любительского хоккея провинции Альберта, вместо этого заявив команду в ЮХЛА. В 1971 году «Ред Дир Раслерс» выиграли свой первый «Манитоба Центеннайл Трофи». «Ред Дир Раслерс», в котором были представлены все шесть братьев Саттер, которые позже выступали в НХЛ, выиграл восемь титулов чемпиона Юниорской хоккейной лиги Альберта и два «Манитоба Центеннайл Трофи». Они были изгнаны из лиги, однако в 1989 году, официально — в 1992 году, «Ред Дир Раслерс» присоединился к Западной хоккейной лиге.
В 1971 году «Калгари Канекс» был основан после распада «Калгари Ковбойз» и «Калгари Баффелойс». Сегодня «Канекс» одна из старейших франшиз, которые все еще выступает в ЮХЛА. Он был основан с целью, чтобы сосредоточиться на предоставлении детям в Калгари место, чтобы можно было играть без помех для школьного образования. «Кэнакс» девять титулов чемпиона ЮХЛА и выиграл «Манитоба Центеннайл Трофи» в 1995 году, титул чемпиона Канадской юниорской хоккейной лиги, теперь известный как Королевский Кубок Банка.
21 февраля 1980 года в лиге произошла настоящая трагедия. Двадцатилетний Тревор Элтон, капитан Шервуд Парк Краседерс, попал под чистый силовой приём игрока Сент-Альберт Сеинтс, ударился об борт, упал на лёд и потерял сознание. Элтона увезли в больницу, где у него начались судороги. Он умер в ту же ночь в больнице.
26 ноября 2010 года, «Форт МакМюррей Оил Баронс» и «Дрейтон-Вэлли Тандер» играли первый в современной истории лиги хоккей на открытом воздухе. Игра известна как «Северный Классика». Все 5000 билетов на игру были распроданы менее чем за час, и, следовательно, побил предыдущий рекорд посещаемости Лиги — 4400.
2 мая 2012 года ЮХЛА объявил о своем одобрении запросу от Сент-Альберт, чтобы переместить команду из Сент-Альберт в Увйткорт и поменяли название клуба на «Уайткорт Волверайнес»

## Текущие клубы
| Северный дивизион         |                          |                                     |                                                                             |
| Команда                   | Город                    | Арена                               | Основан                                                                     |
| Боннивайле Понтиакс       | Боннивайле, Альберта     | Р. Г. Лелондо Арена                 | 1991                                                                        |
| Драйтон-Валли Тандер      | Драйтон-Валли, Альберта  | Драйтон-Валли Омни-Плекс            | 1998                                                                        |
| Форт МакМюррей Оил Баронс | Форт МакМюррей, Альберта | Касмен Сентр                        | 1981                                                                        |
| Гранд-Прери Шторм         | Гранд-Прери, Альберта    | Канада Геймс Арена                  | 1995                                                                        |
| Ллойдминстер Бобкэтс      | Ллойдминстер, Саскачеван | Ллойдминстер Центеннайл Сивик Сентр | 1988                                                                        |
| Шервуд Парк Краседерс     | Шервуд Парк, Альберта    | Шервуд Парк Арена                   | 1976                                                                        |
| Спрус-Гров Сеинтс         | Спрус-Гров, Альберта     | Грент Фар Арена                     | 2004 (как Спрус-Гров Сеинтс, а основан в 1963 как Эдмонтон Моверс)          |
| Уайткорт Волверайнес      | Уайткорт, Альберта       | Scott Safety Centre                 | 2012 (как Уайткорт Волверайнес, а основан в 1976)                           |
| Южный дивизион            |                          |                                     |                                                                             |
| Команда                   | Город                    | Арена                               | Основан                                                                     |
| Брукс Бандитс             | Брукс, Альберта          | Центеннайл Арена                    | 2000                                                                        |
| Калгари Канекс            | Калгари, Альберта        | Макс Белл Сентр                     | 1971                                                                        |
| Калгари Мустангс          | Калгари, Альберта        | Бауер Олимпик Арена                 | 2010 (как Калгари Мустангс, а образован в 1972 году как Пасс Ред Девилз)    |
| Кемроуз Кодиакс           | Кемроуз, Альберта        | Эджеворт Сентр                      | 1997                                                                        |
| Канмор Иглз               | Канмор, Альберта         | Канмор Рекреэйшен Сентр             | 2001 (как Канмор Иглз, а основан в 1995 как Боу Велли Иглз)                 |
| Драмхеллер Драгонс        | Драмхеллер, Альберта     | Драмхеллер Мемориал Арена           | 2003                                                                        |
| Окотокс Ойлерс            | Окотокс, Альберта        | Футилс Центеннайл Арена             | 2005 (как Окотокс Ойлерс, а основан в 1998 как Крауснест Пасс Тимберволвес) |
| Олдс Гризлис              | Олдс, Альберта           | Олдс энд Дайстрикт Спорт комплекс   | 1981 (как Олдс Гризлис, а основан в 1974 как Тейбер голден Санс)            |

## Обладатели Ройал Банк Кап
Восемь клубов ЮХЛА выигрывали Ройал Банк Кап, главный трофей Канадской юниорской хоккейной лиги.
Список победителей Ройал Банк Кап, представляющих Юниорскую хоккейную лигу Альберты:
- 2013: Брукс Бандитс
- 2001: Кемроуз Кодиакс
- 2000: Форт МакМюррей Оил Баронс
- 1995: Калгари Канекс
- 1994: Олдс Гризлис
- 1980: Ред Дир Раслерс
- 1975: Спрус-Гров Мец
- 1971: Ред Дир Раслерс

## Известные выпускники
| - Дэйв Бебич - Стю Барнс - Боб Бессен - Дэн Блэкберн - Майк Коммодор | - Клинт Маларчук - Марк Мессье - Кертис Гленкросс - Скотт Хартнелл - Дэни Хитли | - Линди Рафф - Брент Саттер - Брайан Саттер - Дэррил Саттер - Дуан Саттер | - Рич Саттер - Рон Саттер - Майк Комри - Джон Дэвидсон - Бреннан Эванс |